# پباتما
| G40 | U23 | t · b · D41 | N16 · U7 | A51 |

| G40 | U23 | t · b · D41 | N16 · U7 | A51 |

پباتما (انگلیسی: Pebatma) ملکه همسر نوبه و مصر باستان در دودمان بیست و پنجم مصر است.
وی همسر فرعون کاشتا بود و نامش بر روی تندیسی از دخترش امانی‌ریدیس یکم ذکر شده است که امروزه در قاهره نگهداری می‌شود. (۴۲۱۹۸) نام او همچنین بر چهارچوب یک در ابیدوس حک شده است.